# Mitteilungen der Österreichischen Gesellschaft für Wissenschaftsgeschichte
Die Mitteilungen der Österreichischen Gesellschaft für Wissenschaftsgeschichte sind eine von der Österreichischen Gesellschaft für Wissenschaftsgeschichte herausgegebene Zeitschrift.

## Entstehung und Entwicklung
Die „Österreichische Gesellschaft für Geschichte der Naturwissenschaften“ wurde am 12. Dezember 1980 im Wiener Schottenstift gegründet. Der erste von ihr herausgegebene Jahrgang der damals noch auf die Geschichte der Naturwissenschaften eingeschränkten Zeitschrift erschien 1981. Im Jahr 1992 erfolgte die Umbenennung  der Gesellschaft in Österreichische Gesellschaft für Wissenschaftsgeschichte. Die Umbenennung erfolgte im Hinblick auf die inzwischen gesteigerte Anteilnahme an allgemein wissenschaftsgeschichtlichen Fragestellungen. Anstelle der „Geschichte der Naturwissenschaften“ wurde nun die „Wissenschaftsgeschichte“ als Themengebiet der Bemühungen dieser wissenschaftlichen Gesellschaft festgelegt. Analog dazu änderte sich auch der Name der seit 1981 herausgegebenen Mitteilungen. Als übergeordneter Serientitel werden seit 1999 die Begriffe Mensch – Wissenschaft – Magie verwendet.

## Herausgeber, Verlag und Gestaltung
Als Herausgeber fungieren unter anderem Helmuth Grössing, Alois Kernbauer, Kurt Mühlberger, Karl Kadletz und Martin G. Enne (Stand 2025). Letzterer ist zuständig für die Redaktion und das Layout. Die „Mitteilungen“ werden seit 2002 über den Verlag ERASMUSWien
vertrieben und präsentieren sich mit gleichbleibendem Bucheinband. Das Cover zeigt die Zeichnung Der Mensch von Albrecht Dürer. Auf dem hinteren Buchdeckel erscheint das Signet, in dem eine Schlange die Anfangsbuchstaben der Gesellschaft umkreist, mit folgender Erläuterung:
„Das Signet der Österreichischen Gesellschaft für Wissenschaftsgeschichte versinnbildlicht die für die Wissenschaftsgeschichte erkennbare Synthese von Mythos (Ourobouros, alchemistisches Symbol) und rationalem Denken (eingeschriebenes ‚ÖGW‘ in Form eines gleichseitigen Dreiecks).“

## Zur Lage der Wissenschaftsgeschichte
Das 20-Jahr-Jubiläum der „Österreichischen Gesellschaft für Wissenschaftsgeschichte“ (abg. ÖGW) war auch Anlass, über die Lage der Wissenschaftsgeschichte in Österreich zu reflektieren. Walter Höflechner war über die geringe Beachtung der Wissenschaftsgeschichte seitens der Wissenschaftspolitik enttäuscht; er sprach von „der mißlichen Lage der Wissenschaftsgeschichte“. Sein Bedauern erläuterte er folgendermaßen:
„Es ist bedrückend, feststellen zu müssen, daß die komplexeste menschliche Leistung, nämlich die seit Jahrtausenden akkumulierend und systematisch betriebene Erkenntnisarbeit in ihrer Historizität und ihre historisch reflektierende Erfassung in ihrem hohen Orientierungswert praktisch nicht erfaßt und gewürdigt werden.“
Trotz der beschränkten öffentlichen Unterstützung der Wissenschaftsgeschichte hatten die im Rahmen der ÖGW zusammenarbeitenden Wissenschaftler wichtige Forschungen durchgeführt und darüber publiziert. Darauf konnte die ÖGW bei ihrem Jubiläum – in den Worten von Grössing – „mit Genugtuung, Freude und Stolz“ zurückblicken.